# Janie, Don't Take Your Love to Town
Singles de Jon Bon Jovi
Queen of New Orleans
(1997) Ugly
(1998)
Clip vidéo
[vidéo] « Jon Bon Jovi - Janie, Don't Take Your Love to Town », sur YouTube
Janie, Don't Take Your Love to Town est une chanson du chanteur de rock américain Jon Bon Jovi. 
Elle est sortie en tant que troisième single de l'album Destination Anywhere en 1997. La chanson comporte un clip musical qui est présent sur le DVD de Destination Anywhere: The Film. Commercialement, la chanson a atteint la 13e place du UK Singles Chart et la 18e place du RPM Top Singles au Canada.

## Liste des titres[1]
CD1 - Royaume-Uni
(574 987-2)
1. Janie, Don't Take Your Love To Town (Radio Edit) (Jon Bon Jovi) - 3:53
2. Talk to Jesus (Démo) (Jon Bon Jovi) - 5:11
3. Billy Get Your Guns (Live) (Jon Bon Jovi) - 5:07
4. Janie, Don't Take Your Love To Town (Album Version) (Jon Bon Jovi) - 5:17

CD2 - Royaume-Uni
(574 989-2) Édition limitée avec un poster
1. Janie, Don't Take Your Love To Town (Radio Edit) (Jon Bon Jovi) - 3:53
2. Destination Anywhere (Live Acoustic)
3. It's Just Me (Live Acoustique)
4. Janie, Don't Take Your Love To Town (Live Acoustique) (Jon Bon Jovi) - 5:17

## Charts
| Pays        | Classement |
| ----------- | ---------- |
| Royaume-Uni | 13         |
| Autriche    | 40         |
| Allemagne   | 38         |
| Belgique    | 13         |
| Pays-Bas    | 61         |
| Écosse      | 14         |